# Duiveland
Duiveland est une ancienne commune néerlandaise de la province de la Zélande.
La commune a été créée pendant la première vague massive des fusions de l'île de Schouwen-Duiveland, le 1er janvier 1961. Duiveland regroupe alors les communes de Nieuwerkerk, Oosterland et Ouwerkerk. La mairie était située à Nieuwerkerk.
En 1995, la commune comptait 5 787 habitants. Sa superficie était de 54,30 km², dont 9,38 km² d'eaux.
Le 1er janvier 1997, toutes les communes de l'île fusionnèrent pour ne plus former qu'une seule commune, du nom de l'île, Schouwen-Duiveland.